# Eunoe abyssorum
Eunoe abyssorum är en ringmaskart som beskrevs av McIntosh 1885. Eunoe abyssorum ingår i släktet Eunoe och familjen Polynoidae. Inga underarter finns listade i Catalogue of Life.